# Marisol González (presentadora espanyola)
Marisol González és una locutora de ràdio i presentadora de televisió basca ja retirada, nascuda a Sant Sebastià el 18 de desembre de 1942.

## Trajectòria
Després de ser triada Miss Guipuzcoa, va tenir ocasió de convertir-se en locutora de Ràdio Guipuzcoa. Va ingressar en TVE en 1962, substituint a Ana María Solsona en els estudis de Miramar de Barcelona, fins que en 1966 és traslladada a Prado del Rey, com a locutora de continuïtat. Es va fer especialment popular per la seva labor en diferents programes de Televisió espanyola durant les dècades dels anys 60 i 70, destacant-ne "Club Mediodía", els diumenges, amb Joaquín Prat, i l'espai per a persones amb discapacitat auditiva Hablamos. En els 70 va passar als serveis informatius, participant en Tele-Revista i en diversos telenotícies, sobretot els del cap de setmana.
Aquesta popularitat li va servir també per a participar en algunes pel·lícules de l'època com Los subdesarrollados (1968) o El astronauta (1970), ambdues amb Tony Leblanc.
Estava casada amb el també periodista Fernando Gayo. Es va retirar de TVE quan aquest va ocupar un lloc diplomàtic en l'ambaixada espanyola a Viena el 1979.

## Trajectòria a TV
- Estilo (1962)
- Aquí España (1966)
- Especial Nochevieja (1966)
- Club mediodía (1967)
- Festival de Benidorm (1969)
- Canción 71 (1971)
- Siempre en domingo (1972)
- Tele-Revista (1974)
- Revistero (1975-1976)
- Hora 15 (1977)
- Hablamos (1977)
- Gaceta cultural (1979)